# 亚历山大·冯·巴赫男爵
亚历山大·冯·巴赫男爵（德语： Alexander Freiherr von Bach，1813年1月4日—1893年11月12日），奥地利政治家。他最显着的成就是帮助奥地利皇帝弗朗茨·约瑟夫一世在帝国内部建立起一套活力高效的中央集权统治。

## 生平

### 早期生活
亚历山大·冯·巴赫出生在下奥地利地区卢斯多夫，他的父亲是当地司法机构的领导。24岁时，他取得了法学博士学位，旋即进入帝国行政机构，并服务了九年。对于这个充满激进想法的年轻人，奧國首相施瓦岑贝格亲王指出：他的座右铭一定是「即兴即是改变，完美即是经常改变」。 巴赫逐渐成为一位著名的自由派律师，并且被称为"路障大臣"，以展现了他的作风。他于1848年到1849年间担任帝国司法大臣，然后在1849年到1859年间担任帝国内政大臣。

### 内政大臣
虽然他倾向于反对梅特涅时代奥地利帝国的专制主义，巴赫也不准备给1848年的革命者希望。在他看来，他已经是"毫无原则，经常变卦的政治家"的代名词了。公众对他的敌意使他决意加入保守派：他逐渐成为保守主义的代名词，支持施瓦岑贝格亲王于1849年3月推行的中央集权宪法，从而进一步激怒了匈牙利人。然而，他在匈牙利推行的改革在历史上一直饱受争议。一些人认为，他的改革在重建匈牙利人的"民族身份"中起到了关键作用，而另一些人则认为巴赫的改革是匈牙利民族主义的先驱。
在施瓦岑贝格亲王于1852年逝世后，巴赫开始在奥地利和匈牙利广泛推行他的政策。巴赫在奥地利帝国实行了强硬的中央集权管理措施，还推行了一些反动政策，例如镇压新闻自由和恢复私刑审判。他引领奥地利帝国走向开明专制主义（德语：Klerikalabsolutist），并最终在1855年8月签订了政教条约，给予罗马天主教会控制所有奥地利帝国境内教育事业和家庭生活的权力。历史上这一时期的奥地利帝国被称为"新开明专制主义时期"，又称巴赫的专制主义。
巴赫是在1854年受封为男爵（德语：Freiherr）。 他也是奥地利科学院在1849年-1859年间的监护人。

### 晚年生活
巴赫在1859年被迫下台，其中很大一部分原因是奥地利对萨丁尼亚王国及拿破仑三世的作战失败。 他在军事领域上的改革导致了军队未能实行工业化，也没有及时促进新的军工厂及基础设施取代老旧的兵营，这都大大削弱了奥地利帝国军队的战斗力。巴赫随后于1859年-1867年担任奥地利帝国驻罗马教廷大使。巴赫最终于1893年在隐居中去世。